# 红椋子
红椋子（学名：Swida hemsleyi），为山茱萸科梾木属下的一个植物种。